# Abbazia di Chaise-Dieu
L'abbazia de La Chaise-Dieu è un'abbazia benedettina che si trova nel territorio del comune francese de La Chaise-Dieu nel dipartimento dell'Alta Loira. Dal 1840 è classificata come Monumento storico di Francia.
L'abbazia è famosa per la sua architettura romanica, il dipinto murale interno raffigurante una Danza macabra, la sua curiosa sala delle eco, i 25 arazzi sulla vita di Cristo, dall'Annunciazione all'Ascensione e la Pentecoste, l'incoronazione di Maria Vergine ed il Giudizio Universale, ed il festival annuale della musica, fondato nel 1966 da Georges Cziffra.

## Fondazione  e storia
L'abbazia fu fondata nel 1043 da Roberto di Turlande insieme ad alcuni suoi discepoli, Stefano di Chaliers ed un certo Delmas. Denominata inizialmente in latino Casa Dei ("Casa di Dio") e trasformatasi con il tempo in Chaise-Dieu
Lo sviluppo dell'abbazia e del borgo che si era creato vicino fu molto rapido a causa dell'affluenza dei monaci (trecento fra l'XI ed il XIII secolo, di artigiani, contadini commercianti e di uomini deputati a far rispettare la legge. San Roberto di Turlande, il fondatore, era figlio di un ricco cavaliere alverniate. Egli costruì un ospedale nel proprio paese, Brioude, attingendo al proprio patrimonio e successivamente decise di fondare l'abbazia sull'altipiano tra i monti del Livradois e quelli del Velay, ad oltre 1.000 metri s.l.m. Il successo della sua iniziativa permise la fondazione di numerose dipendenze in tutta Europa: i monaci casadensi si installarono a Reims, Saintonge, Burgos, nel Sud Italia e nella Svizzera romanda.
Alla morte del fondatore l'abbazia contava più di trecento monaci e beneficiava di donazioni delle grandi famiglie della regione: i Mercoeur de La Voûte-Chilhac, i conti d'Auvergne de Vodable, i Polignac di Puy.
Molti papi passarono dall'abbazia: Urbano II, Callisto II, Innocenzo II, che nel 1132 dovette fuggire da Roma per i contrasti sorti a seguito della sua elezione.
Il 19 maggio 1342 il cardinale francese Pierre Rogier, che all'età di dieci anni aveva iniziato la sua carriera ecclesiastica nell'abbazia, fu eletto papa con il nome di Clemente VI (sepolto poi in quest'abbazia). Egli finanziò una nuova ricostruzione dell'abbazia, chiamando all'esecuzione dei progetti i tre maggiori architetti del momento: Hugues Morel, Pierre de Cébazat e Pierre Falciat. I lavori terminarono sotto il pontificato del nipote di Clemente VI, Gregorio XI, al secolo Pietro Roger di Beaufort.
Nel 1516, dopo il concordato stipulato tra Francesco I e papa Leone X, il sistema delle commende si estese e numerosi abati commendatari furono insigniti del titolo senza che poi si preoccupassero di farsi vedere in abbazia: il cardinale Adrien Gouffier de Boissy, un  Angoulême, due Valois, i cardinali Richelieu e Mazarino, il nipote di quest'ultimo, cardinal Francesco Maria Mancini, due La Rochefoucauld, i cardinali Armand I de Rohan-Soubise e Armand II de Rohan-Soubise, pronipote del precedente, e un Rohan-Guéménée.
Il 2 agosto 1562 le truppe ugonotte che saccheggiano tutte le abbazie dell'Alvernia e del Rouergue, occupano l'abbazia di Chaise-Dieu, e ne saccheggiano i tesori prima di attaccare quelle di Vabres (1568) e di Aurillac (1569).
Nel 1640 il cardinale Richelieu, contrariato dalla permanente insubordinazione dei monaci, assegnò l'abbazia alla Congregazione di San Mauro, il che provocò un benefico rinnovamento del fervore e della fama dell'abbazia.
Nel 1695 un incendio distrusse la parte maggiore degli edifici conventuali, che saranno ricostruiti nel XVII e nel XVIII secolo.
Nel 1786 il cardinale di Rohan-Guéménée, coinvolto nell'affare della collana della regina Maria Antonietta, vi fu esiliato.
Con la rivoluzione francese i monaci furono dispersi, la parte conventuale andò praticamente distrutta e si salvò solo la chiesa, intitolata al fondatore dell'abbazia, San Roberto, che divenne, non appena fu possibile riprendere il culto, una chiesa parrocchiale.
Dal 1975 una piccola comunità di religiosi della Comunità di San Giovanni si è stabilita a La Chaise-Dieu nel tentativo di condurvi una vita monastica e di apostolato locale.

## Le opere d'arte dell'abbazia
La struttura conventuale è andata distrutta, tuttavia rimangono:
- a nord:
  - la Chiesa abbaziale, oggi chiesa parrocchiale
  - due gallerie del chiostro
- a sud:
  - l'antico refettorio, trasformato in cappella (XV secolo, cappella dei Penitenti)
  - due ali ad est del chiostro, che proteggevano le celle monastiche e la sala capitolare e che circondano l'attuale piazza della Eco (originariamente un cortile interno all'abbazia)[3]

### La chiesa abbaziale

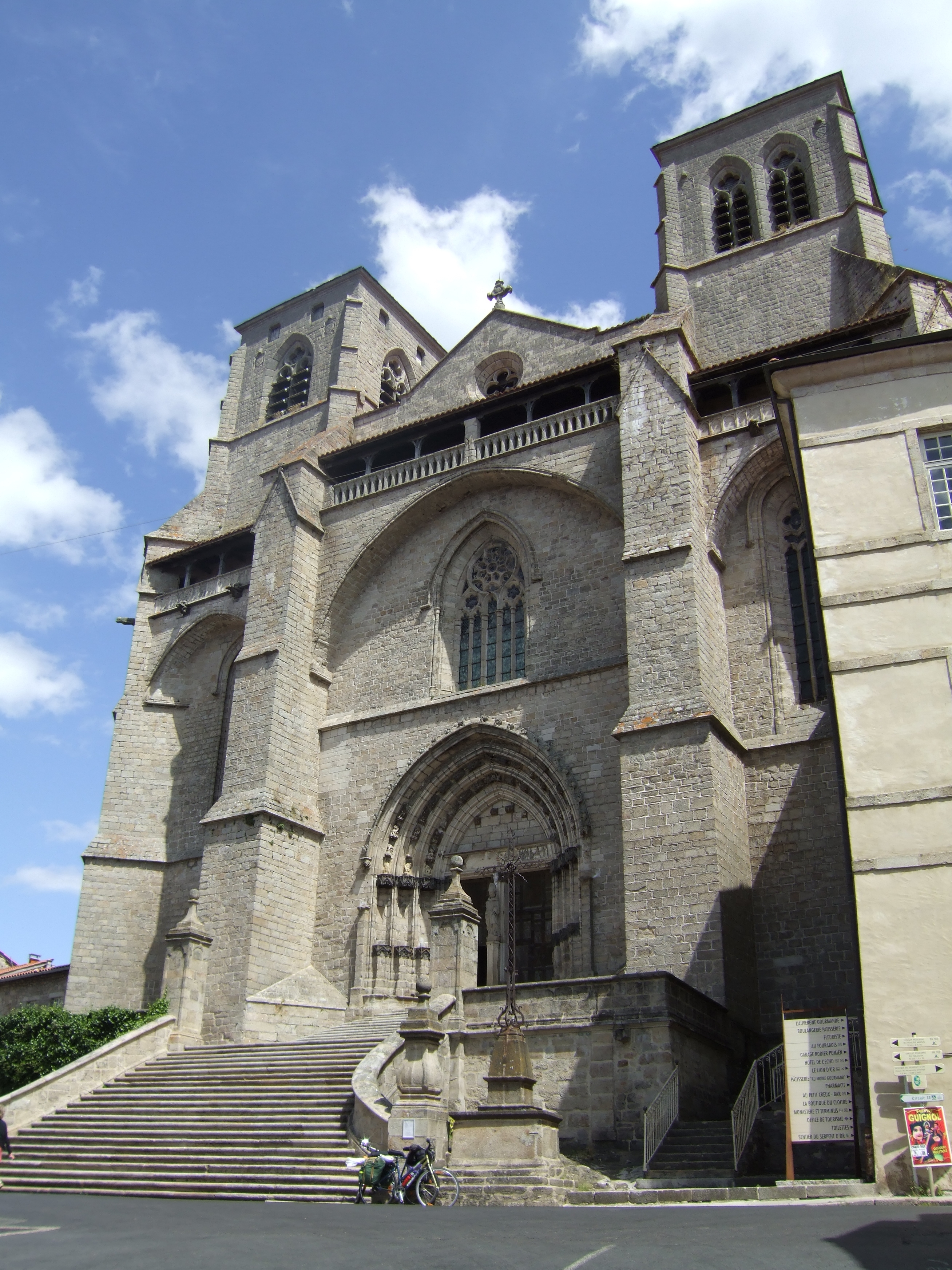
Facciata della chiesa abbaziale di La Chaise-Dieu

Dedicata a San Roberto di Turlande, a tre navate con jubé  centrale, fu costruita in stile gotico ribassato (24 m x 18 m), a partire dal 1344, su progetto dell'architetto Hugues Morel e su disposizione di Papa Clemente VI. Alla morte di quest'ultimo il nipote, futuro Papa Gregorio XI fece aggiungere le ultime tre arcate ed erigere una torre alta 40 m detta "Torre Clementina".  Le chiavi delle crociere delle ogive ripetono spesso lo stemma dei Roger, la famiglia di Papa Clemente VI e di Gregorio XI (sei rose rosse). Il coro, chiuso da un jubé del XV secolo, è composto da 144 stalli lignei (quercia) risalenti al XIV secolo ed è sormontato da una croce del XVII secolo.

#### Gli arazzi del coro
All'interno della chiesa abbaziale, sospesi ai muri che circondano il coro, sopra gli stalli, vi sono 21 arazzi provenienti dalle Fiandre ed ordinati dall'abate di Saint-Nectaire. Furono installati la prima volta il 17 aprile 1518 in occasione della festa di San Roberto di Turlande. Si estendono per una lunghezza di 65 m e sono alti 2 m. ciascuno. Sono scampati due volte alla distruzione: nel 1562, durante il sacco dell'abbazia da parte degli ugonotti ed alla furia della Rivoluzione francese (furono allora nascosti sotto balle di paglia).
Tessuti in lana, con aggiunta di fili in seta, lino, oro ed argento illustrano episodi salienti del Vangelo, copie abbellite della famosa Biblia pauperum (Bibbia dei poveri).
Sono organizzate secondo registri costanti: un trittico con al centro l'episodio del Nuovo Testamento, ai lati due rettangoli di minor larghezza rappresentano episodi dell'Antico Testamento che lo prefigurano.  Nella parte superiore, al centro, l'arme dell'abate di  Saint-Nectaire (5 fusi d'argento in campo azzurro) e quella dell'abbazia di Chaise-Dieu (rose rosse e gigli dorati).
A destra e a sinistra in alto due immagini o personaggi biblici su cartigli con frasi relative alle scene del trittico. Analogamente sulla striscia inferiore.
Le illustrazioni riguardano: 
- l'Annunciazione,
- la Natività,
- l'Epifania,
- la Fuga in Egitto,
- la Strage degli innocenti,
- il Battesimo di Gesù,
- la Tentazione di Gesù,
- la Resurrezione di Lazzaro,

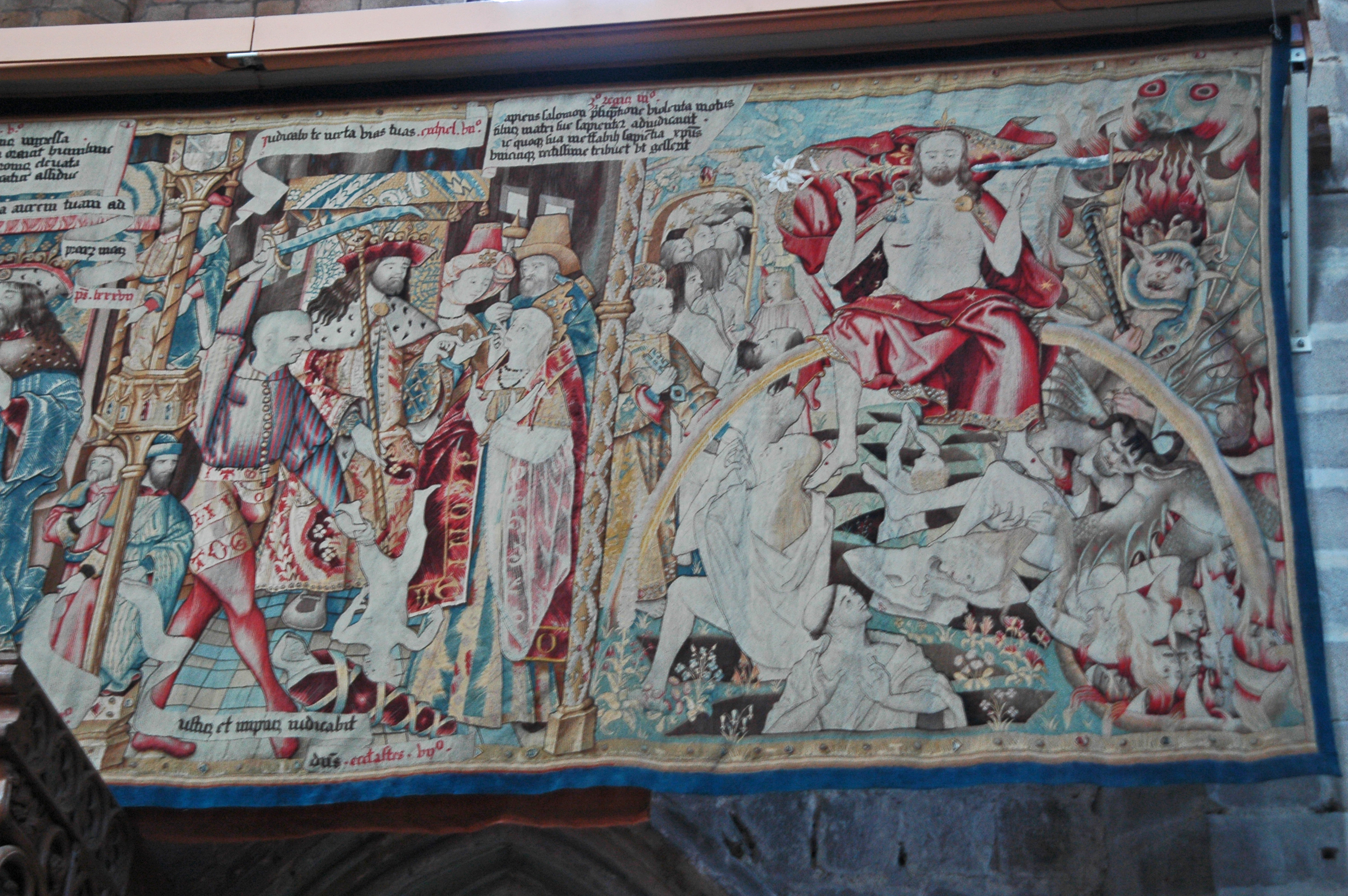
Parte dell'arazzo rappresentante il Giudizio Finale

- l'Ingresso di Cristo a Gerusalemme,
- Giuda vende Gesù ai Farisei,
- l'Ultima cena,
- il bacio di Giuda,
- la Flagellazione di Gesù,
- l'Incoronazione di spine,
- Gesù di fronte a Ponzio Pilato,
- Gesù gravato della croce,
- la Discesa di Cristo agli inferi,
- la Sepoltura di Cristo,
- la Resurrezione e glorificazione di Cristo,
- l'Apparizione di Cristo alle pie donne,
- l'Apparizione di Cristo a san Tommaso,
- l'Ascensione di Cristo al Cielo,
- la Pentecoste,
- l'incoronazione di Maria Vergine,
- il Giudizio finale.

#### La Danza macabra

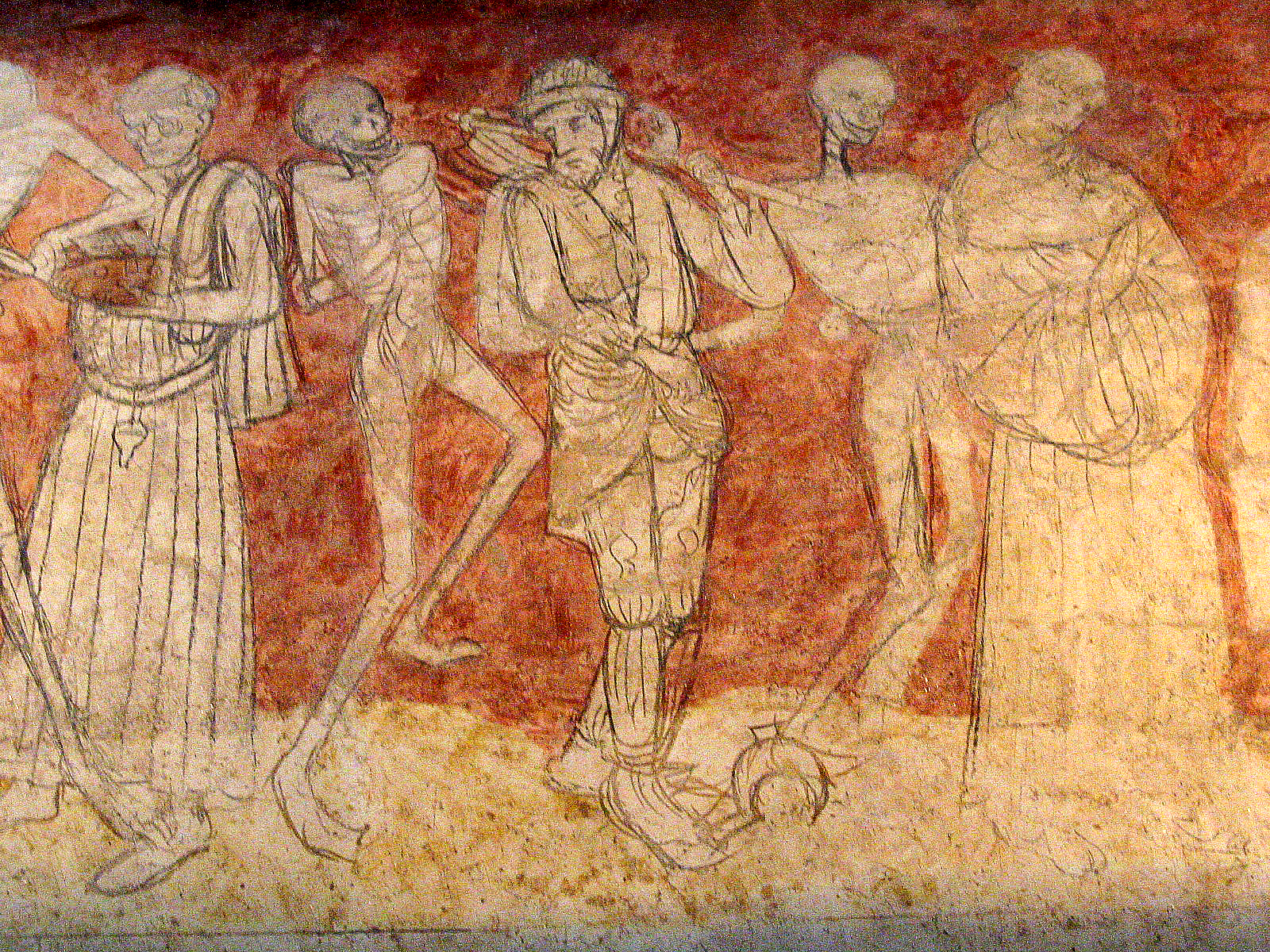
Frammento dell'affresco della Danse macabre (XV secolo) sito su una parete interna dell'abbazia di Chaise-Dieu.

Sulla parete esterna al coro, ma ancora interna alla chiesa, dal lato nord, vi è un affresco di autore ignoto, databile intorno al 1470. Esso si compone di tre pannelli, estendendosi per 26 m di lunghezza e circa 1,4 m di altezza e raffigura una Danza macabra. 
Le figure stilizzate emergono da un fondo rossastro. Come in quasi tutte queste rappresentazioni, si alternano scheletri moventisi a personaggi di tutti i ceti sociali, cosicché si possono individuare, dalle vesti con le quali sono rappresentati: un papa, un imperatore, un re, un cardinale, un vescovo, un cavaliere, un connestabile, un borghese, un canonico, un mercante, una monaca, un dotto, una damigella, un bambino, un militare, un lavoratore, tutti accompagnati, si direbbe trascinati, da scheletri.

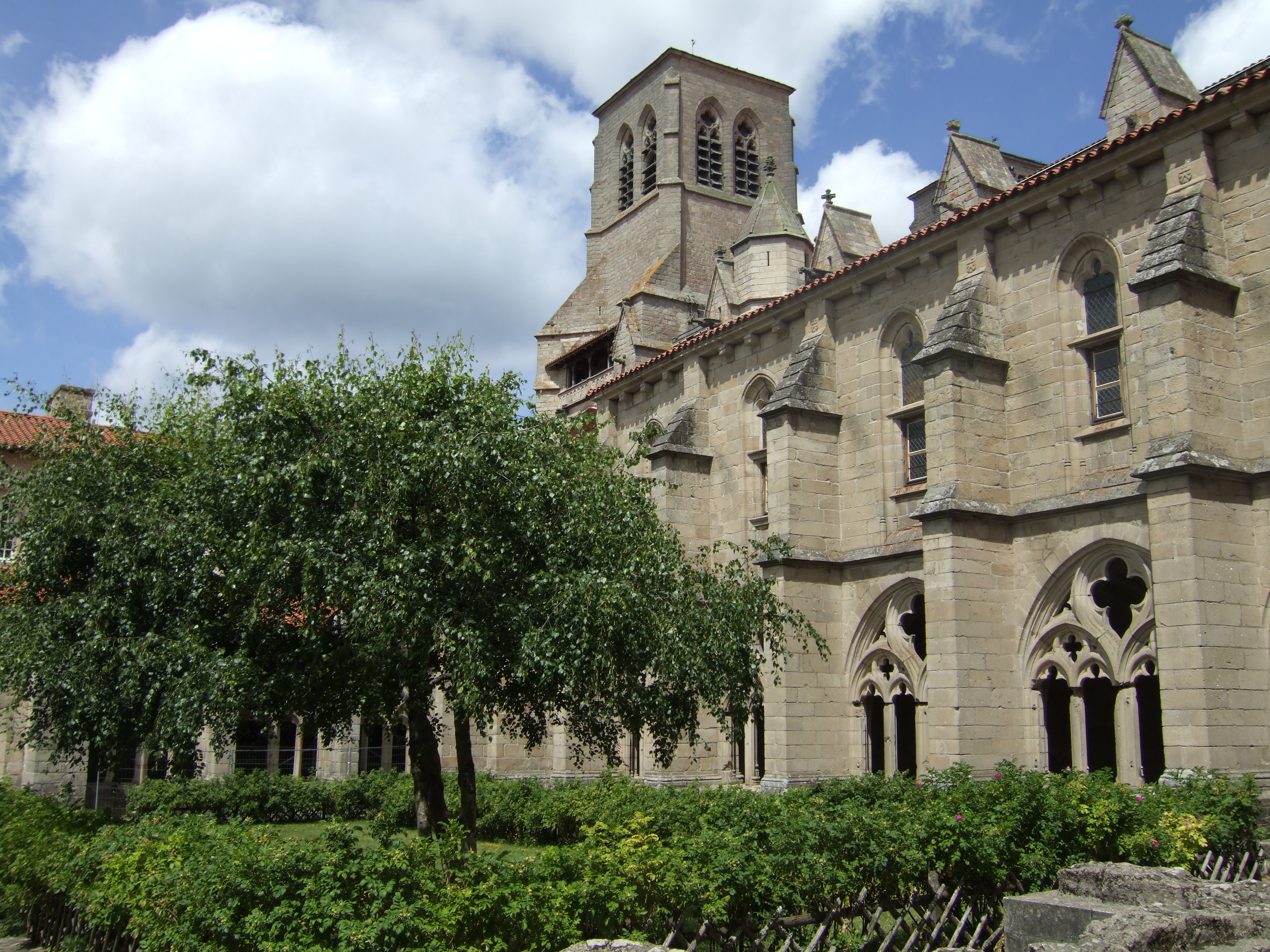
Chiesa abbaziale di Chaise-Dieu-Lato nord
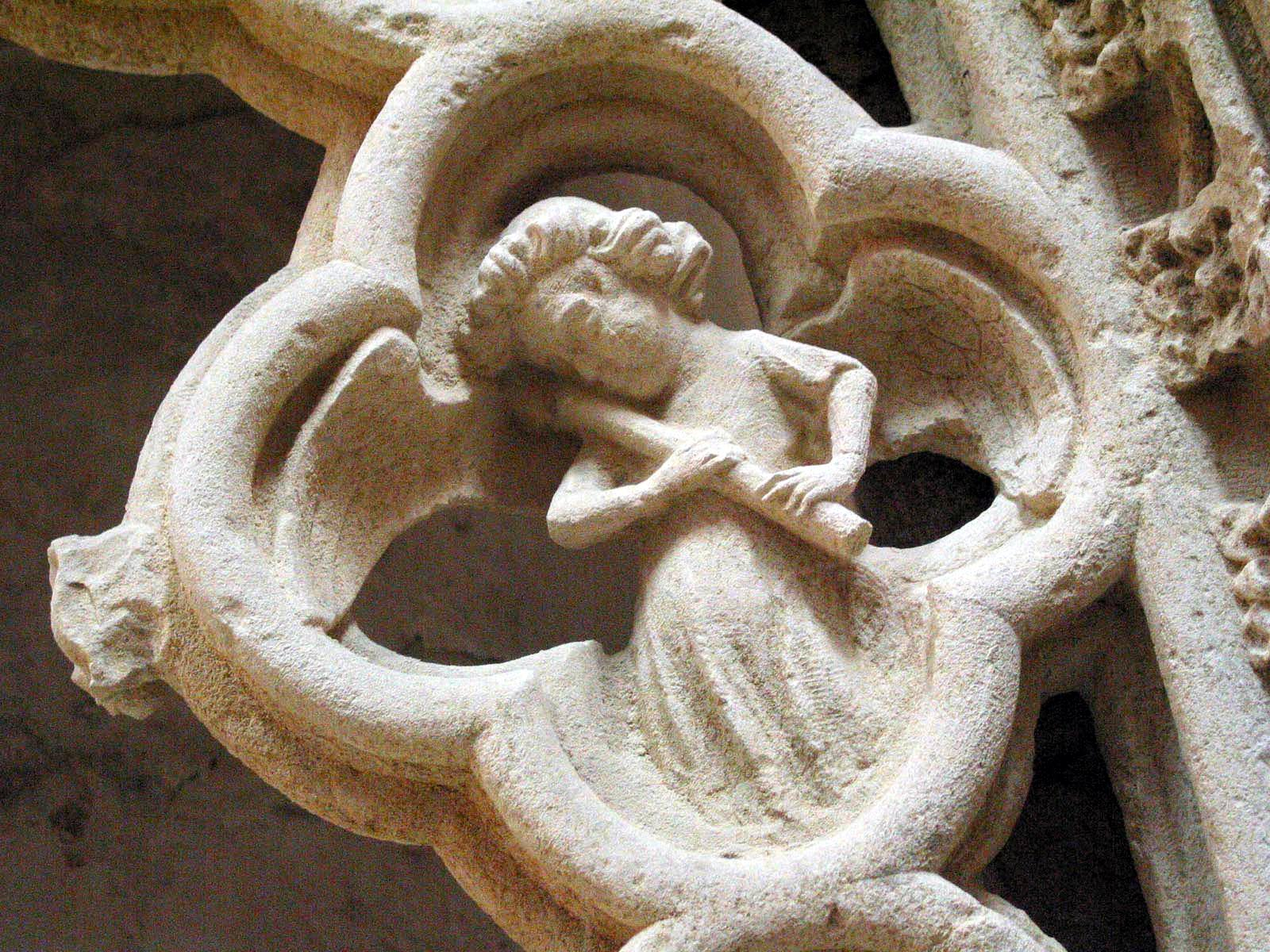
Angelo musicante- Particolare della tomba di Rençon de Montclar
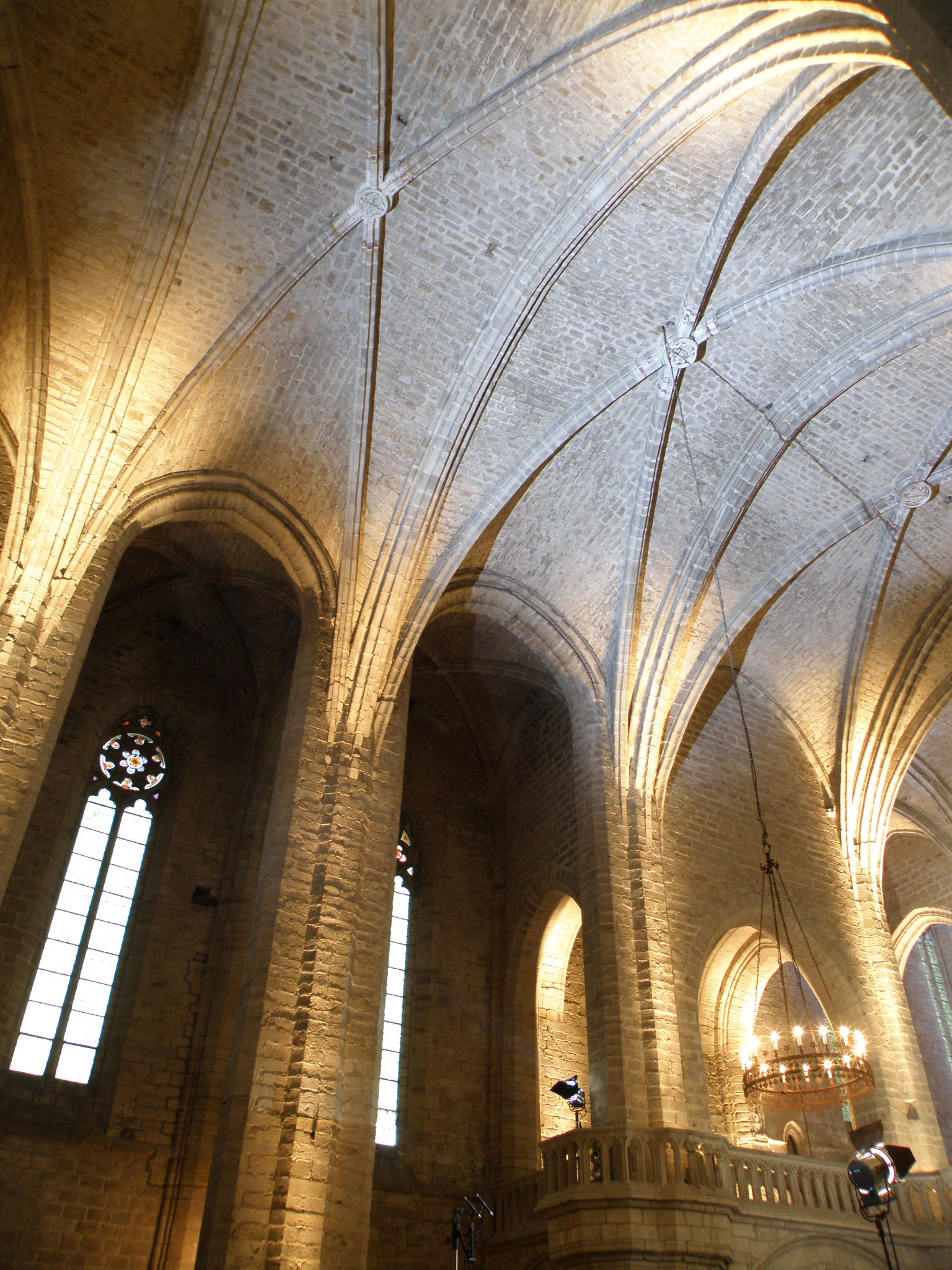
Interno della Chiesa abbaziale: Crociere d'Ogiva
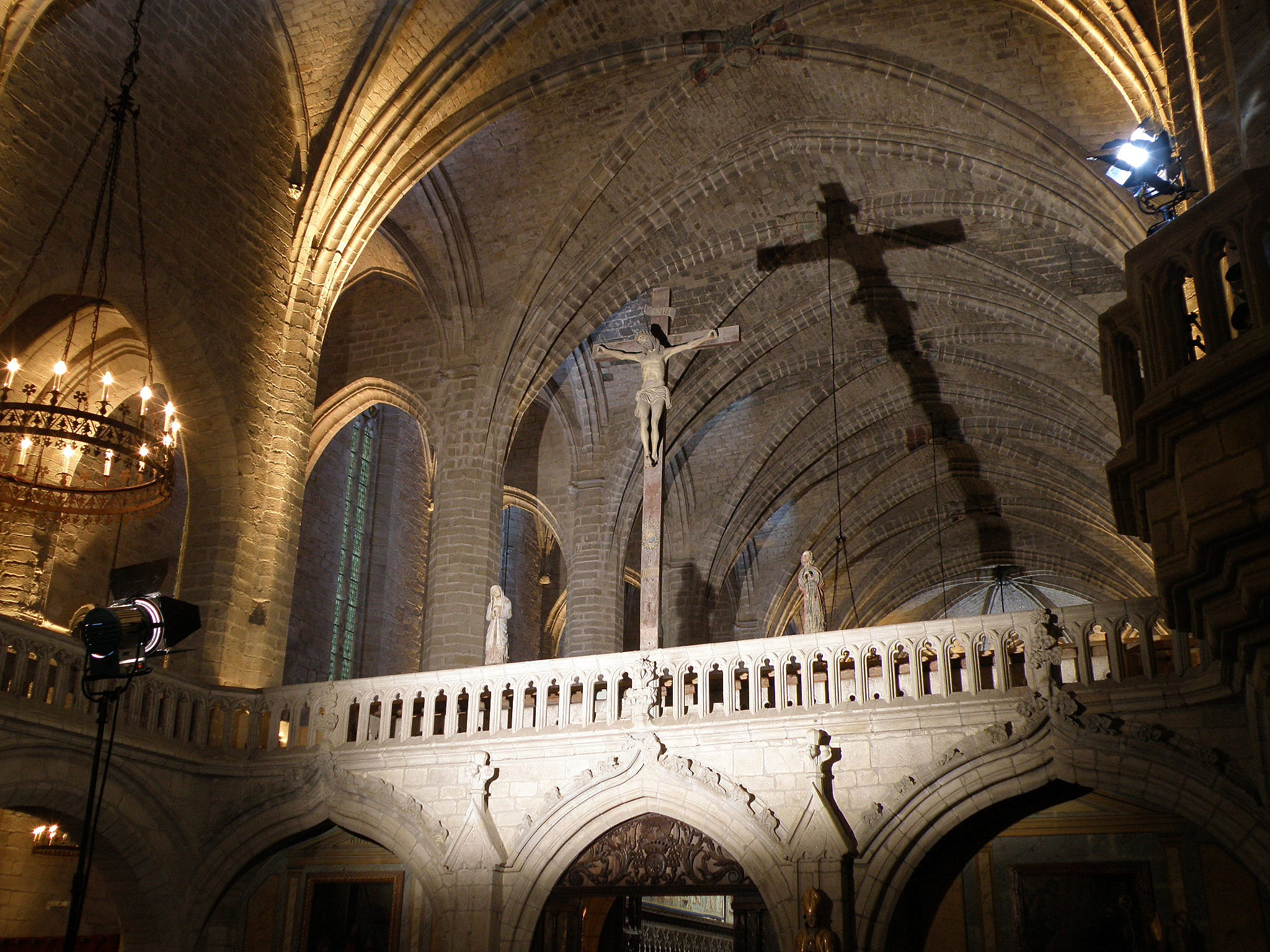
Jubé dell'abbaziale di La Chaise-Dieu

## Elenco degli Abati della Chaise-Dieu

### Abati eletti
- San Roberto di Turlande  (1043 - 1067)
- Durand (1067 - 1077), nominato successivamente vescovo di Clermont)
- Sant'Adelelmo (o Elesmo) (1078, fondatore di un'abbazia a Burgos)
- Seguin (1078 - 1094)
- Pons (1094 - 1102 diventato vescovo di Le Puy-en-Velay)
- Aymeric (1102 - 1111 divenuto vescovo di Clermont)
- Étienne de Mercuel (1111 - 1146)
- Jourdan (1146 - 1157[8])
- Ponce II (1157 - 1168)
- Guillaume de Torrent (1168 - 1175)
- Bertrand Isarin (1175 - 1181)
- Lantelme (1181 - 1186, divenuto vescovo di Valence)
- Dalmas (1186 - 1190)
- Étienne de Bresson (1190 - 1194)
- Bernard de Valon (1194 - 1199)
- Hugues d'Anglars (? - 1203)
- Armand de Bresson  (1203 - 1227)
- Gérard de Montclar  (1227 - 1235)
- Guillaume de Boissonnelle (1235 - 1243)
- Bertrand de Pauliac (1243 - 1258)
- Albert de la Molète  (1258 - 1282)
- Eblo de Montclar (1282 - 1294)
- Aymonius de Lacula (1294 - 1306)
- Hugues de l'Arc (1306 - 1318)
- Jean de Chandorat (1318 - 1342 divenuto vescovo di Le Puy-en-Velay)
- Rigald (ou Renaud) de Montclar  (1342 - 1346)
- Pierre d'Aigrefeuille, (1346 - ~1347 divenuto vescovo di Clermont[9])
- Étienne Malet  (~1347 - 1350 divenuto vescovo d'Elne)
- Étienne d'Aigrefeuille (1350 - 1361)
- Guillaume Gautier (1361 - 1366, divenuto  abbate di Saint Médard de Soissons)
- Guillaume de l'Orme (1366 - 1377)
- André Ayraud (1377 - 1420)
- Hugues de Chauvigny (1420 - 1465 dimesso)
- Renaud de Chauvigny de Blot (1465 - 1491 nipote di Hugues)
- Jacques de Saint-Nectaire (1491 - 1518)

### Abati commendatari
- Adrien Gouffier de Boissy (1519 - 1519)
- François de Tournon (1519 - 1562)
- Enrico d'Angoulême (1562 - 1586)
- Carlo d'Orléans (1586 - 1597)
- Nicolas de Neufville (1597 - 1608)
- Luigi Emanuele di Valois-Angoulême (1608 - 1629)
- Cardinale Armand-Jean du Plessis de Richelieu (1629 - 1642)
- Cardinale Alphonse-Louis du Plessis de Richelieu (1642 - 1653)
- Cardinale Giulio Mazzarino (1653 - 1661)
- Cardinale Francesco Maria Mancini (1661 - 1672) :
- Giacinto Serroni (1672 - 1687)
- Henri Achille de La Rochefoucauld  (1687 - 1698)[10]
- Henri de La Rochefoucauld (1698 - 1708)[11]
- François Louis de Lorraine d'Armagnac (1708 - 1712)
- Cardinale Armand I de Rohan-Soubise (1712 - 1749)
- Cardinale Armand II de Rohan-Soubise (1749 - 1756)
- Cardinale Louis-René-Édouard de Rohan-Guéménée (1756 - 1790)